# Friedrich Steinbauer
Friedrich Steinbauer (* 29. April 1934 in Nürnberg; † 4. Mai 2003 in Falkenstein, Bayerischer Wald) war ein deutscher lutherischer Missionar, Religionswissenschaftler und Anthropologe, der sich auch psychologischen Studien widmete.

## Leben
Im Fach Theologie erlangte er je einen Doktortitel an der Universität Erlangen und an der Indiana State University in den USA.
Von 1961 bis 1967 arbeitete er als Missionar in Tarabo im östlichen Hochland in Papua-Neuguinea. Während dieser Zeit sammelte er Aufzeichnungen von vielen Cargo-Kulten, bewertete sie und veröffentlichte die Ergebnisse in seiner Doktorarbeit.
1971–1972 wirkte er als Gastdozent am Martin Luther Seminar in Lae. Zurückgekehrt nach Deutschland gründete er 1974 die Deutsch Melanesische Gesellschaft, die später  in Deutsch Pazifische Gesellschaft umbenannt wurde. Seit 1975 kehrte er regelmäßig nach Neuguinea zurück und besuchte auch alle anderen Staaten in der pazifischen Region, um Kontakte zu Studiengruppen zu knüpfen und leitete Bildungsreisen, die er in der Hauptsache für Mitglieder der Deutsch Pazifischen Gesellschaft organisierte.
Von 1974 bis 2001 war er Präsident der Deutsch Pazifischen Gesellschaft, danach bis zu seinem Tod ihr Ehrenpräsident.

## Melanesische Cargo-Kulte
In seinem wissenschaftlichen Hauptwerk Melanesische Cargo-Kulte. Neureligiöse Heilsbewegungen in der Südsee (1971), der gekürzten und überarbeiteten Fassung einer religionsgeschichtlichen und missionswissenschaftlichen Dissertation (Erlangen, 1970), beschrieb er zahlreiche Kulte und Sozialbewegungen unterschiedlichster Art im gesamten Gebiet zwischen Neuguinea (West Irian) und den Fidschi-Inseln. Es ist eine der wichtigsten deutschsprachigen Monographien zu den Cargo-Kulten. In der Dissertation sind über tausend Publikationen aufgezeichnet.

## Schriften
- So war’s in Tarabo. Freimund-Verlag, Neuendettelsau 1969 (Bericht über die Geschichte der lutherischen Mission in einem Teil Neuguineas)
- Melanesische Cargo-Kulte. Neureligiöse Heilsbewegungen in der Südsee. Delp, München 1971 (überarbeitete Fassung der Dissertation: Die Cargo-Culte in Melanesien als religionsgeschichtliches und missionstheologisches Problem. Erlangen 1970)
  - engl.: Melanesian Cargo cults. New Salvation Movements in the South Pacific. Translated by Max Wohlwill. George Prior; St. Lucia: Univ. of Queensland Press, London 1979. ISBN 0-7022-1095-1.
- (Hrsg.): Shaping the Future. Papua New Guinea Personalities. Kristen Pres, Madang 1970. 
  - deutsch: Das unabhängige Papua Neuguinea. Biographien und Meinungen führender Männer und Fraue im heutigen Papua Neuguinea. Heymann, Wiesbaden 1975
- Neo-Melanesian Dictionary – New Guinea Pidgin English with translations in English and German – Taschenwörterbuch des Neu-Melanesischen Pidgin-Englisch-Deutsch. Kristen Pres Inc., Madang 1970
  - Neuauflage: Neo-Melanesian-English concise dictionary: New Guinea Pidgin-English. Hippocrene Books, New York 1998. Reprinted from the Concise dictionary of New Guinea pidgin (Neo-Melanesian) with translations in English and German (1969). ISBN 0-7818-0660-7